# Vladimir Bure
Vladimir Bure (n. 4 decembrie 1950, Norilsk, RSFS Rusă, URSS – d. 3 septembrie 2024, Miami, Florida, SUA) a fost un înotător ce a reprezentat Uniunea Republicilor Sovietice Socialiste, medaliat olimpic. A participat la 3 ediții ale Jocurilor Olimpice (1968, 1972, 1976) în care a câștigat o medalie de argint și 3 medalii de bronz.